# Jeanne Judson
Pour les articles homonymes, voir Judson.
Jeanne Judson, née le 5 septembre 1888 au Michigan et morte le 9 janvier 1981 à New York, est une journaliste et auteur américain de roman d'amour et de textes de littérature d'enfance et de jeunesse. Elle a également publié sous le pseudonyme Frances Dean Hancock une vingtaine de romans d'amour et a signé Emily Thorne des ouvrages de littérature d'enfance et de jeunesse et des romans policiers, dont quelques-uns ont été traduits en France.

## Biographie
Elle amorce sa carrière littéraire dès 1911 en publiant Dave Darrin’s Third Year at Annapolis sous le pseudonyme Frances Dean Hancock. Elle donne ensuite, sous son patronyme, des nouvelles sentimentales dans des magazines parfois destinés à la jeunesse. En parallèle, elle travaille comme reporter à Grand Rapids, au Michigan, puis à Chicago, Détroit, San Francisco et à Saint-Louis. 
En 1917, une de ses nouvelles sert de base au film Social Briars réalisé par Henry King. En 1918, elle publie en feuilleton dans Redbook Magazine le court roman The Call of Life, qui devient l'année suivante le film Beckoning Roads. Le roman est alors repris en volume sous ce titre. Pendant la Première Guerre mondiale, elle est envoyée en  Angleterre comme correspondante de guerre pour le compte de la presse américaine, mais une fois sur place, elle assume aussi un poste d'infirmière dans un hôpital. Cette expérience lui permet de publier des articles sur la Croix-Rouge dans plusieurs magazines jusqu'à son retour en Amérique.
En 1919, elle met un terme à sa carrière d'écrivain, s'installe à New York et entre chez Smart Set. Pendant plusieurs années, elle fait partie de l'équipe éditoriale de ce magazine et donne aussi, à l'occasion, des articles pour le Ladies' Home Journal et Harper's Bazaar. Elle assure ensuite la fonction d'éditrice de publications commerciales new-yorkaises jusqu'en 1953.  Après cette date, elle reprend sa carrière littéraire pour faire paraître sous son nom une quarantaine de romans d'amour. Dès 1957, elle réutilise le pseudonyme de Frances Dean Hancock pour écouler cette abondante production sentimentale et celui de Emily Thorne pour des romans policiers et des ouvrages de littérature d'enfance et de jeunesse mâtinés de romance.

## Œuvre

### Romans
- Beckoning Roads ou The Call of Life (1919)
- The Stars Incline (1920)
- The Other Basket (1952)
- All's Fair in Love (1953)
- The Heart Is Wiser (1953)
- A Doctor for the Nurse ou Visiting Nurse (1954)
- Lady Guide (1954)
- Cape Cod Summer (1955)
- The Reluctant Cavalier (1955)
- Roberta, Lab Secretary (1955)
- Carol Trent, Air Stewardess (1956)
- Linda Vale, Fashion Designer (1956)
- Nancy Ross, Private Secretary (1956)
- Susan Brown, Camp Counselor (1956)
- A Blue Ribbon for Alice (1957)
- Option On Love (1957)
- Cover Girl (1958)
- The Island Heirs (1958)
- Sue Warren, Decorator (1958)
- Dance on a Rainbow (1959)
- Mark and Isobel (1959)
- City Nurse (1960)
- Barbara Ames, Private Secretary (1961)
- Nurses Don't Tell (1962)
- A Strange Case for Dr. Rolland (1962)
- John Keith, Intern (1963)
- Just Sally (1963)
- Doctor Mary (1964)
- Nurse Julie and the Knight (1965)
- Janet Goes Abroad (1966)
- Marcia and the Inca Gold (1966)
- Temple of the Sun (1966)
- Treasure of Love (1966)
- Cecily's Promise (1968)
- The Legacy of Redfern (1968)
- Small Town Girl (1968)
- Alice Comes Home (1970)
- The Spellbound Heart (1970)
- Prelude to Spring (1971)
- The Captive Maid (1972)
- Meg's Choice (1972)
- Haunted Summer (1973)
- Love Regained (1974)
- The Other Love (1974)
- Helen Walks Alone (1975)
- The Only Girl (1975)
- A Pledge of Love (1975)
- The Walled Garden (1975)

#### Romans signés Frances Dean Hancock
- Dave Darrin’s Third Year at Annapolis (1911)
- Abby Goes to Washington (1957)
- Betty Terry Beauty Editor (1957)
- Summer Cruise (1958)
- Sue Warren, Decorator (1958)
- Angel on Skis (1959)
- The Doctor of Blue Valley (1960)
- Linda Vale, Fashion Designer (1962)
- Country Teacher (1962)
- Just Sally (1963)
- Camp Counselor (1963)
- The Flowering Vine (1964)
- Remembered Melody (1964)
- Cecily’s Island (1965)
- Happy Valley ou Home Is the Heart (1966)
- Resident Nurse (1966)
- Laura Sees It Through (1967)
- Mysterious Isle (1967)
- Forever Julie (1968)
- Legacy of Fear (1969)

#### Romans signés Emily Thorne
- Enter Nurse Marian ou Small Town Nurse (1956)
- A Cup for Janet (1957)
- Flight Hostess (1958)
- The Magic Words (1959) Publié en français sous le titre La Parole d'or, Verviers, Gérard et Cie, « Marabout Mademoiselle » no 160, 1962
- The Mystery of Knickerbocker Towers (1960) Publié en français sous le titre Le Voisin d'en face, Paris, Librairie des Champs-Élysées, Le Masque no 851, 1964
- Happy Ending (1960)
- Aaron’s Serpent (1962) Publié en français sous le titre Un scotch pour le commissaire, Paris, Librairie des Champs-Élysées, Le Masque no 796, 1963 ; réédition, Paris, Librairie des Champs-Élysées, Club des Masques no 198, 1974
- Flight from Love (1962)
- Nothing to Pretend (1963)
- A Thing of Beauty (1963)
- Embassy Girl (1964)
- The House on 16th Street (1967)	 Publié en français sous le titre La Maison de la 16e rue, Paris, Éditions mondiales, « Delphine » no 402, 1979

### Nouvelles
- The Wind that Blows (1917)
- The Little Parasites (1917)
- The Dangerous Woman (1917)
- That Strange Girl (1917)
- The Church Window Angel (1918)
- Crowns of Tin (1918)
- Peter the Impetuous (1918)
- All Things Come (1918)
- The Sign of the Bull (1918)
- Red Lilies (1919)
- Port o’ Dreams (1920)
- Poor Little Mabel (1922)
- The Father of Her Child (1922)
- The Road to Wingate House (1923)
- Money to Love (1932)

## Adaptations
- 1918 : Son triomphe (Social Briars), film muet américain de Henry King, d'après la nouvelle The Little Parasites, avec Mary Miles Minter
- 1919 : Beckoning Roads, film muet américain de Howard C. Hickman, d'après le roman The Call of Life, avec Bessie Barriscale et George Periolat

## Sources
- Jacques Baudou et Jean-Jacques Schleret, Le Vrai Visage du Masque, Volume 1, Paris, Futuropolis, 1984, p. 432.